# Rolando Toro Araneda
Rolando Toro Araneda (Concepción, 19 de abril de 1924 — Santiago, 16 de fevereiro de 2010) foi um professor, psicólogo, antropólogo, poeta e pintor chileno, criador do Sistema Biodanza e dos conceitos do Princípio Biocêntrico, Inconsciente Vital, Inconsciente Numinoso e Inteligência Afetiva. Foi presidente da IBF-International Biocentric Foundation. Viveu no Chile, Argentina, Brasil e Itália.

## Percurso de vida
Em 1965, Rolando Toro começou seus primeiros trabalhos como professor docente do Centro de Estudos de Antropologia Médica, da Escola de Medicina da Universidade de Santiago do Chile, trabalho a seguir aprofundado em Buenos Aires, Argentina, e entre 1976 e 1989, no Brasil, em Fortaleza, Belo Horizonte, Brasília e São Paulo. Após a introdução do Sistema Biodanza na França, em 1984, Rolando Toro resolve se instalar em Milão, Itália, de onde promoveu a expansão da biodança por toda a Europa, abrindo escolas de formação (de facilitadores de biodança) na Alemanha, Espanha, Inglaterra, França, Suíça e Itália. Com a expansão do número de escolas, Rolando Toro cria então a International Biocentric Foundation (Fundação Biocêntrica Internacional).
Em 16 de fevereiro de 2010, Rolando Toro faleceu no Chile.